# 羅伯特·沙皮爾
羅伯特·埃利亞斯·沙皮爾（英語：Robert Elias Schapire）是一名美國計算機科學家，前普林斯頓大學計算機科學系教授，最近轉至微軟研究院。他的主要專業是機器學習理論及應用。
沙皮爾的工作促成機器學習中使用的提升集合算法的發展。1996年，他與約阿夫·弗羅因德一起發明AdaBoost算法。他們都因這項工作在2003年獲得哥德爾獎。
2014年，沙皮爾因其通過發明和開發提升算法對機器學習的貢獻而獲選為美國國家工程院院士。2016年，他獲選為美國國家科學院院士。

## 個人生活
他的兒子札卡里·沙皮爾（Zachary Schapire）最近從他的母校布朗大學畢業。女兒珍妮·沙皮爾（Jeni Schapire）是田納西州納什維爾的一名創作歌手，畢業於歐柏林學院。他自稱是一個素食主義者。

## 著作
- Robert Schapire; Yoav Freund. . MIT. 2012. ISBN 978-0-262-01718-3.

## 外部連結
- 羅伯特·沙皮爾 （页面存档备份，存于）在普林斯頓大學的個人網頁